# إنبيق

صورة للإنبيق، الذي اخترعه جابر بن حيان

رسم تخطيطي للإنبيق

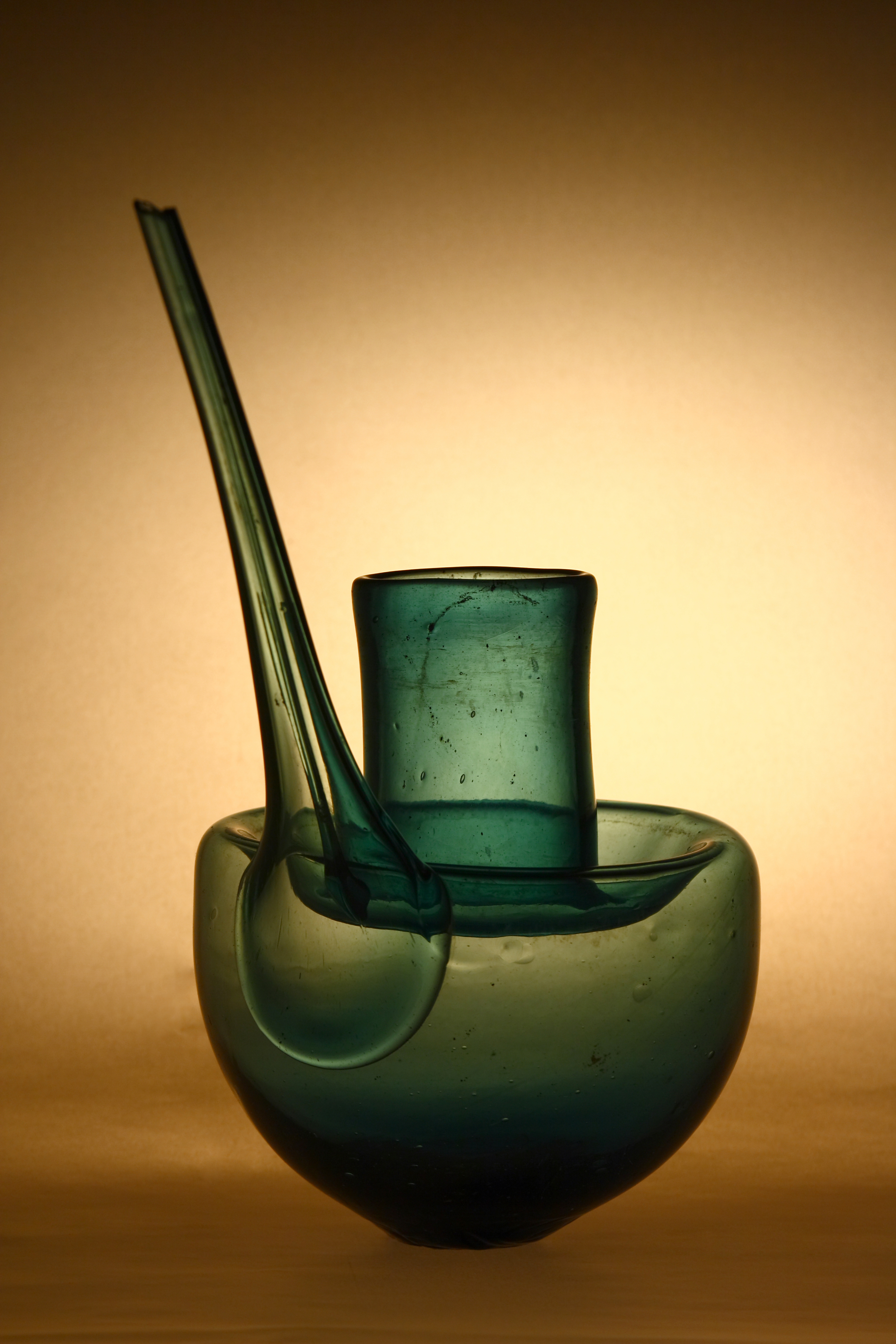
الإنبيق زجاجي صنع في تبريز

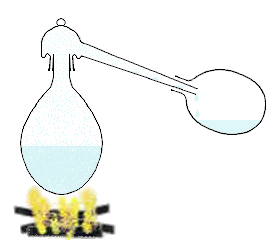
التقطير باستخدام الإنبيق

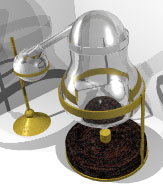
رسم ثلاثي الأبعاد للإنبيق.

الإنْبِيْق (الجمع: أَنَابِيْق) أو الأنبيق هو جهاز لتقطير السوائل. وهو مقطرة استخدمت في الكيمياء، ويتألف من معوجتين متصلتين بأنبوب؛ في أبسط صورها تتكون المقطرة من غلاية وأنبوب مبرد. ومن الناحية التقنية، يشكل الإنبيق فقط الجزء العلوي (أي رأس المقطرة)، بينما يسمى الجزء السفلي بالقرع أو وعاء الإنبيق، ولكن غالبًا ما تشير كلمة الإنبيق إلى كامل جهاز التقطير. وقد ذكر الخوارزمي في كتابه مفاتيح العلوم ما يلي:
«القرع، والإنبيق، وهما آلتا صناع ماء الورد. والسفلى هي القرع، والعليا على هيئة المحجمة، هي الأنبيق.»
اخترع جابر بن حيان الإنبيق؛ والشبيه الحديث الآن (المستخدم في إنتاج الكحول) هو وعاء المقطرة (pot still).

## معرض صور

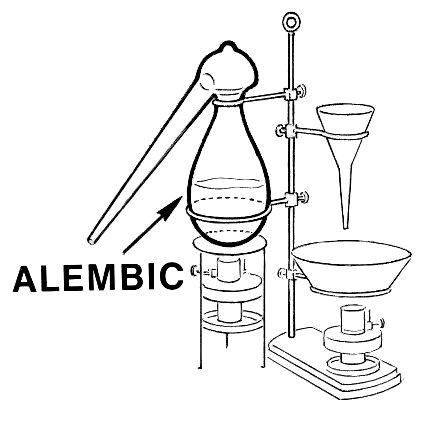
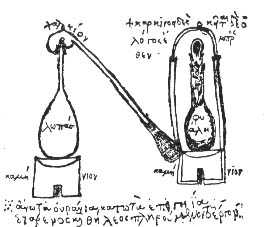
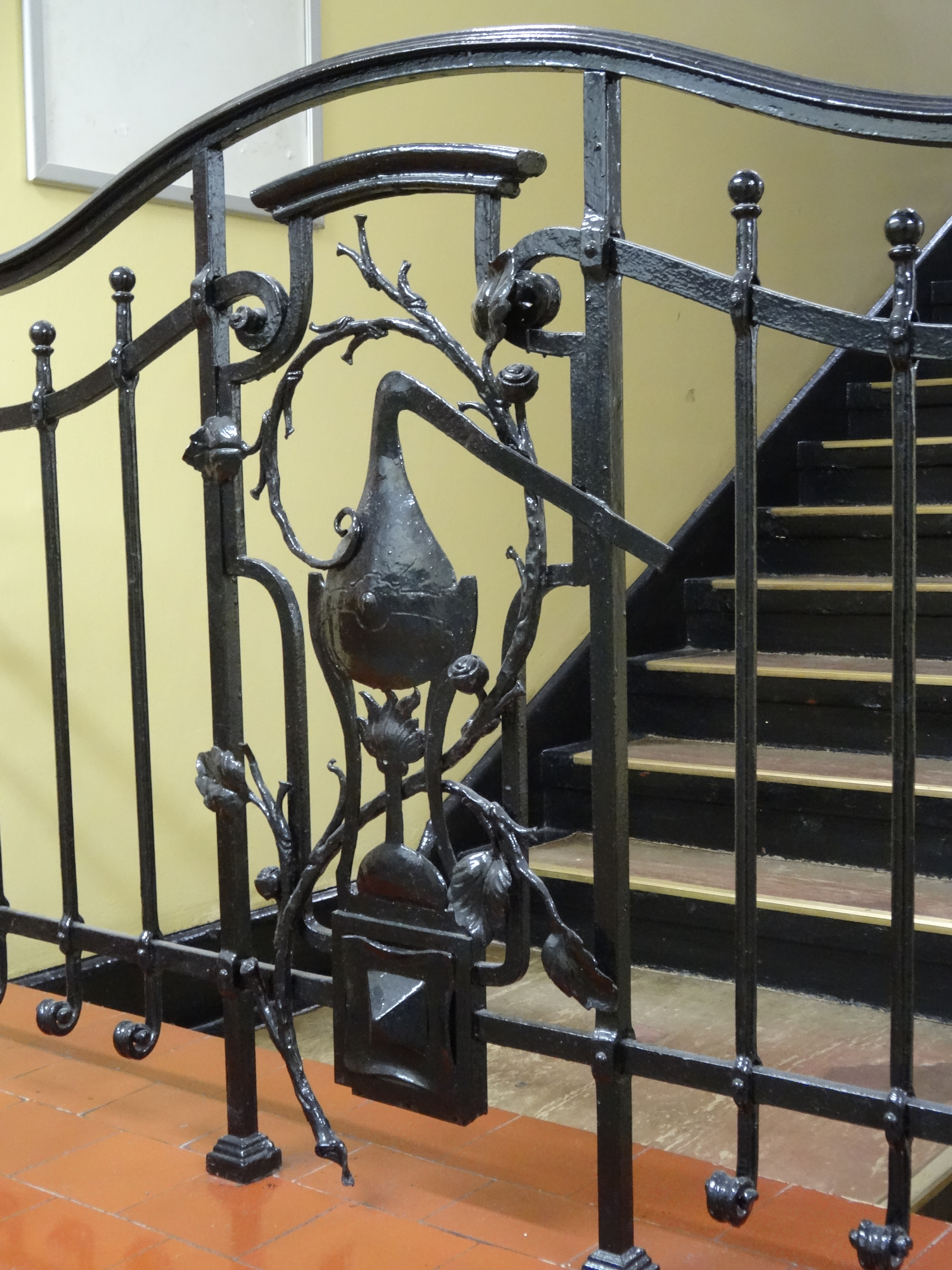
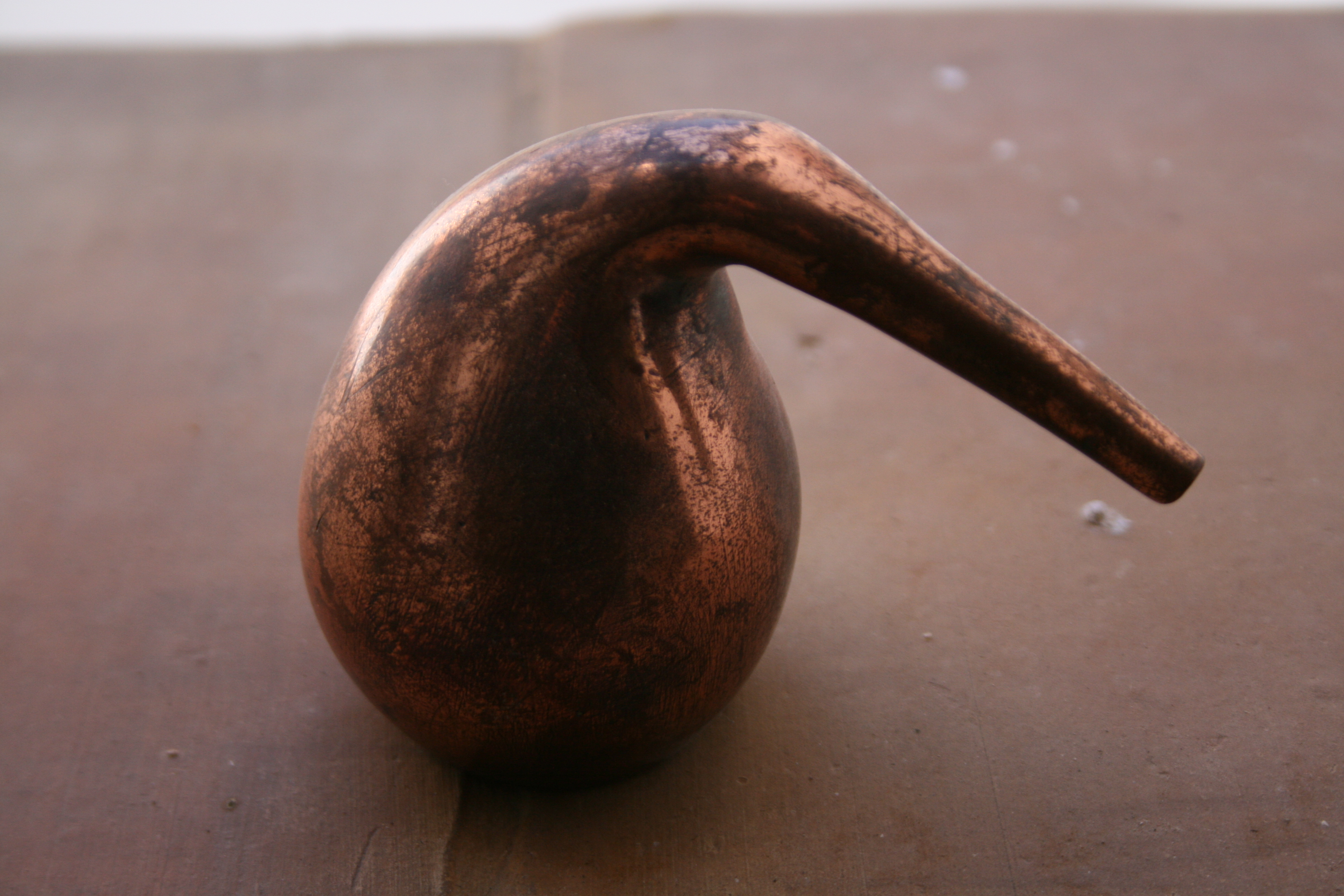
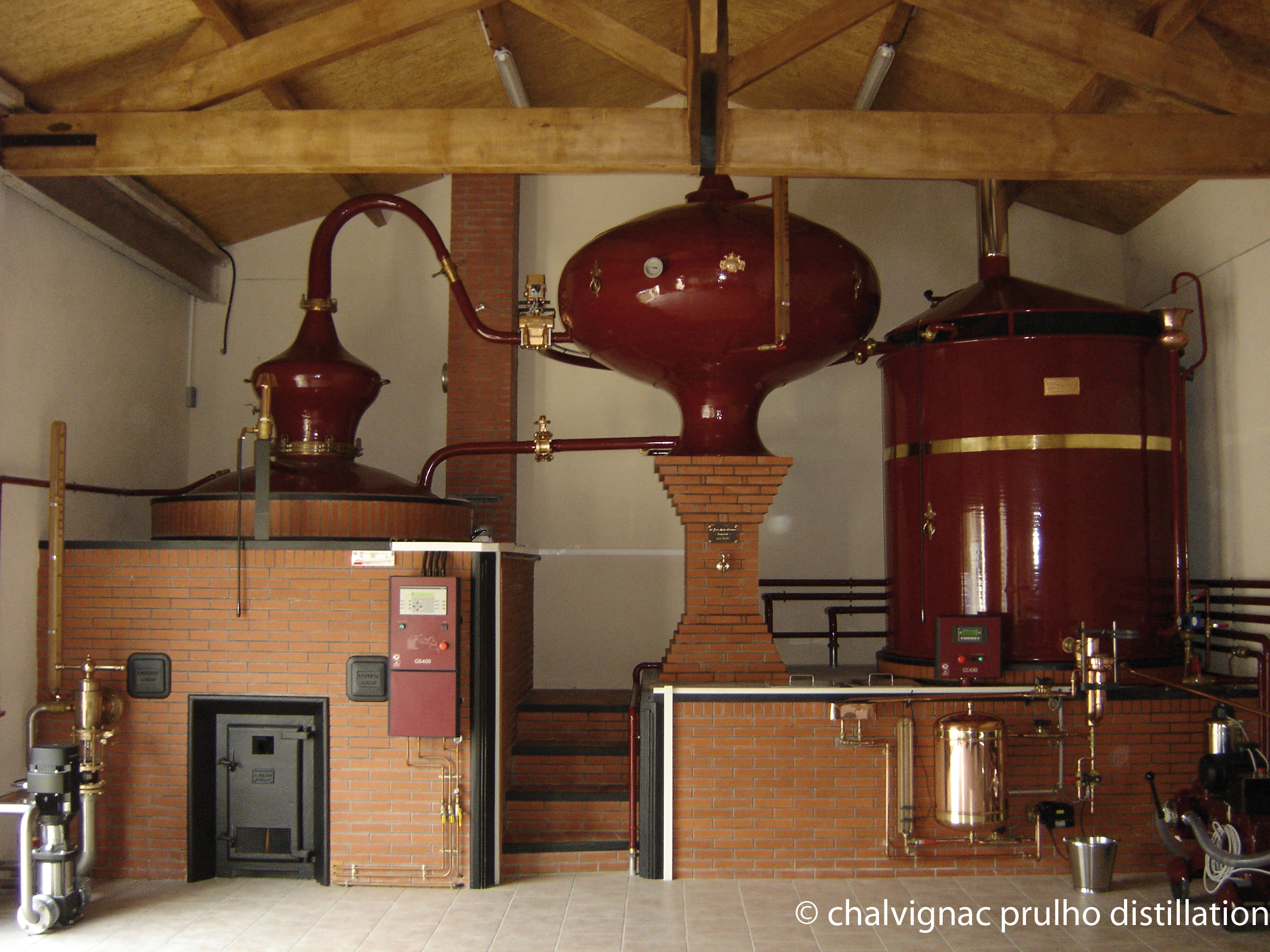
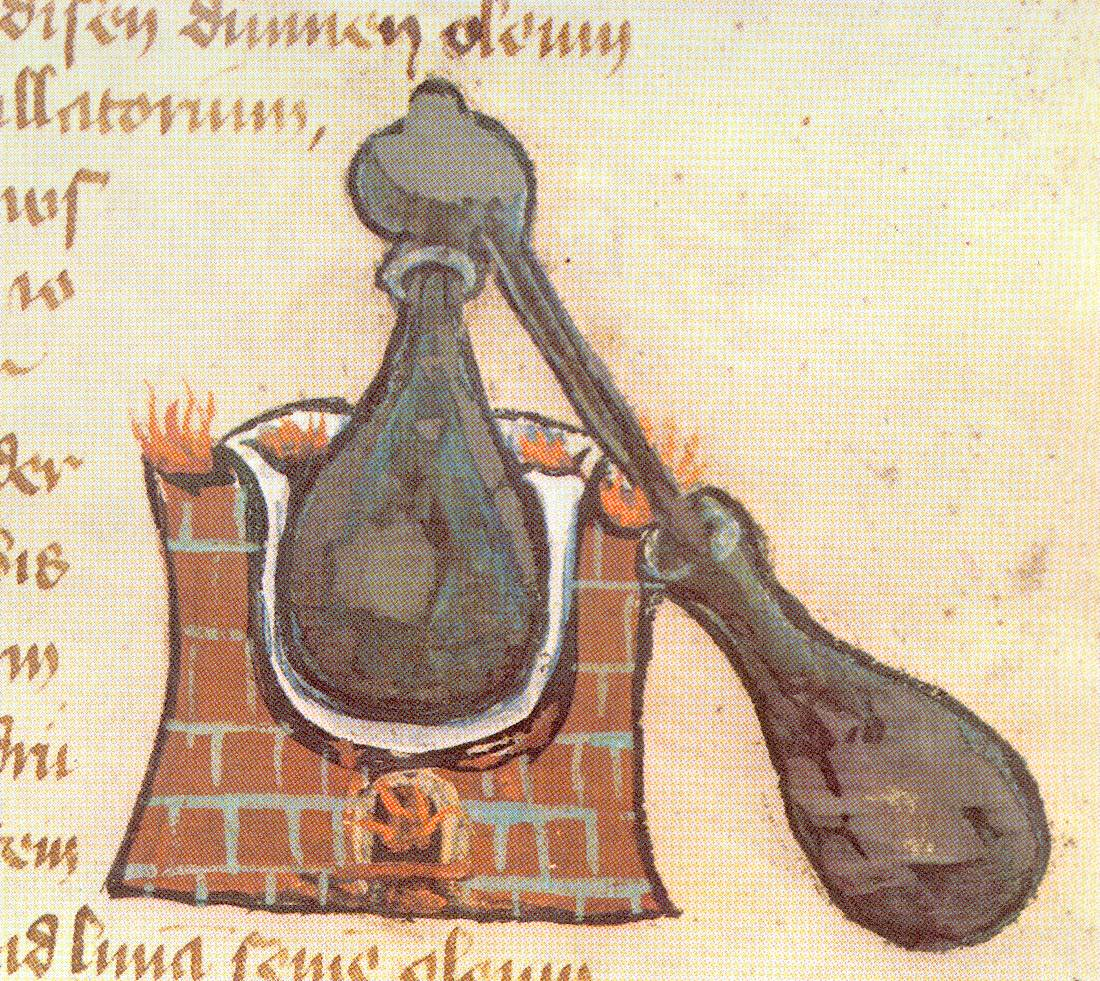